# Rians (Var)
Rians è un comune francese di 4.250 abitanti situato nel dipartimento del Var della regione della Provenza-Alpi-Costa Azzurra.
Il comune si sviluppa su un territorio tra i più estesi del Var, 10.000 ettari, che si estende su un vasto territorio boschivo e include tre larghe valli. 
Rians è capoluogo di un cantone che confina con i tre dipartimenti Alpi dell'Alta Provenza, Vaucluse e Bocche del Rodano e che si trova in prossimità del massiccio della Sainte Baume, della montagna Sainte-Victoire, del Pays d'Aix e del lago di Sainte-Croix. Il paese si sviluppa su una dolce collina su cui svetta la torre dell'orologio, a 385 m d'altitudine.

## Monumenti
La Porte Saint-Jean, restaurata, apparteneva alle mura del XVII secolo. In una nicchia è inserita la statua lignea policroma del santo. La porta dona accesso al cuore del villaggio antico.

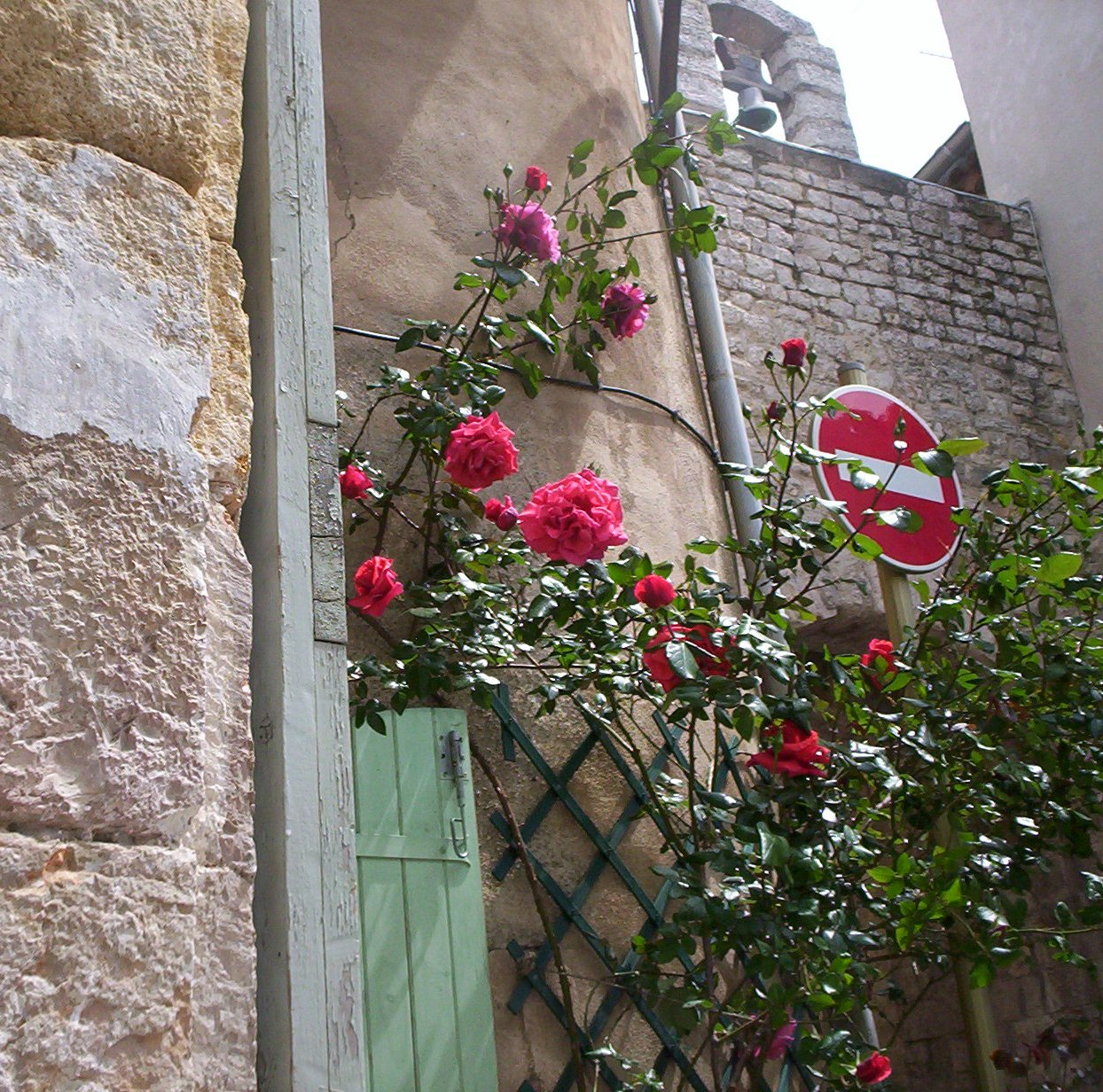
Suggestivo scorcio della Porta di Saint Jean

## Società

### Tradizioni e folclore
Grazie al Canale di provenza e ai moderni sistemi di irrigazione, il paese vive della coltivazione di mais, grano, girasole e un frutto quasi dimenticato: la zucca. A Rians rivive la tradizione di questo ortaggio di umile origine, che diviene l'oggetto di una delle manifestazioni più conosciute: Fête de la curge. Attirando migliaia di visitatori da tutta la regione e da differenti paesi europei, la Festa della Zucca si svolge il secondo fine settimana di ottobre, e mobilita tutti gli abitanti del paese per la preparazione e lo svolgimento, nel genuino e pittoresco clima provenzale.

### Evoluzione demografica
Abitanti censiti

## Galleria d'immagini

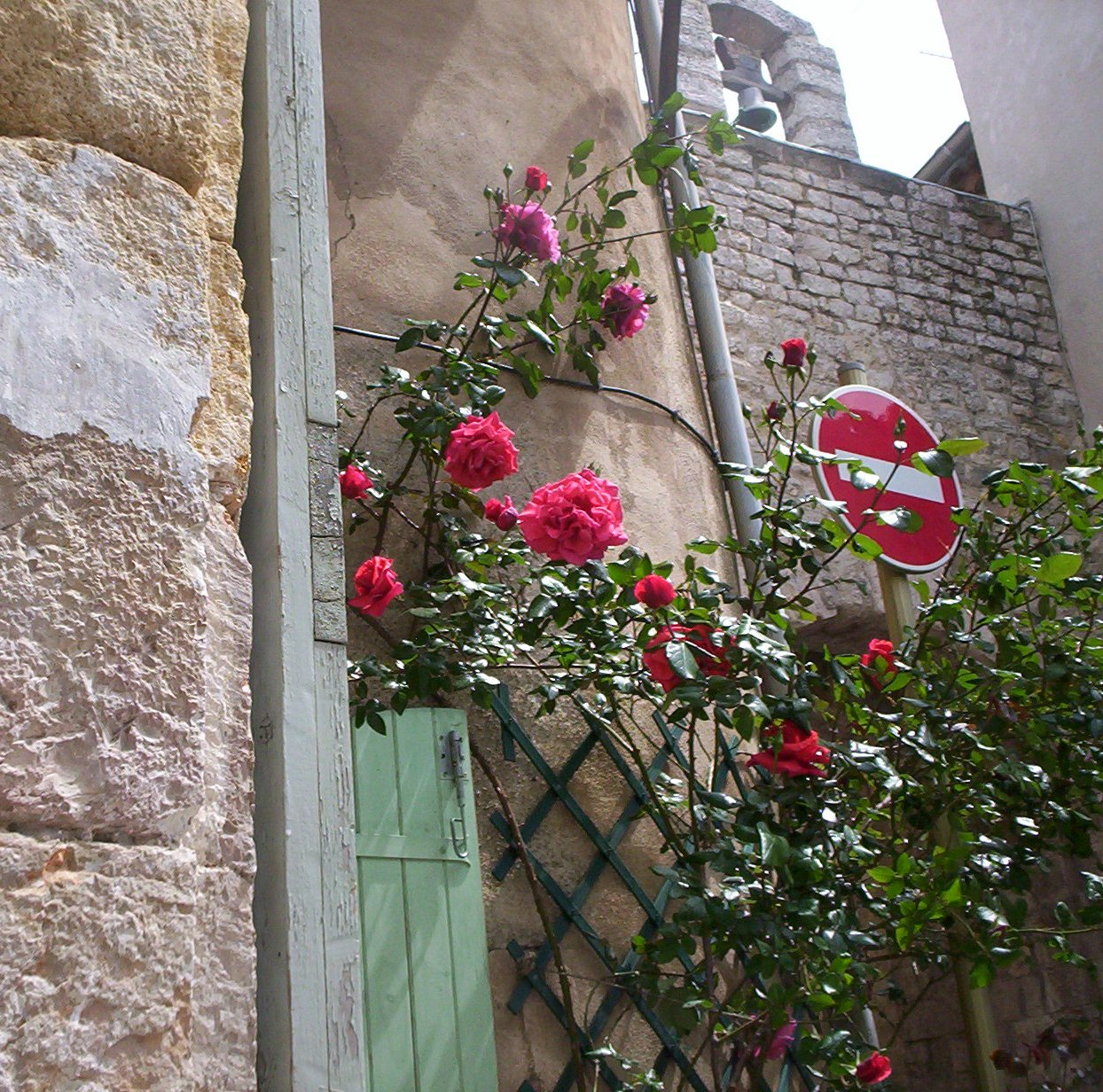
Suggestivo scorcio della Porta di Saint Jean
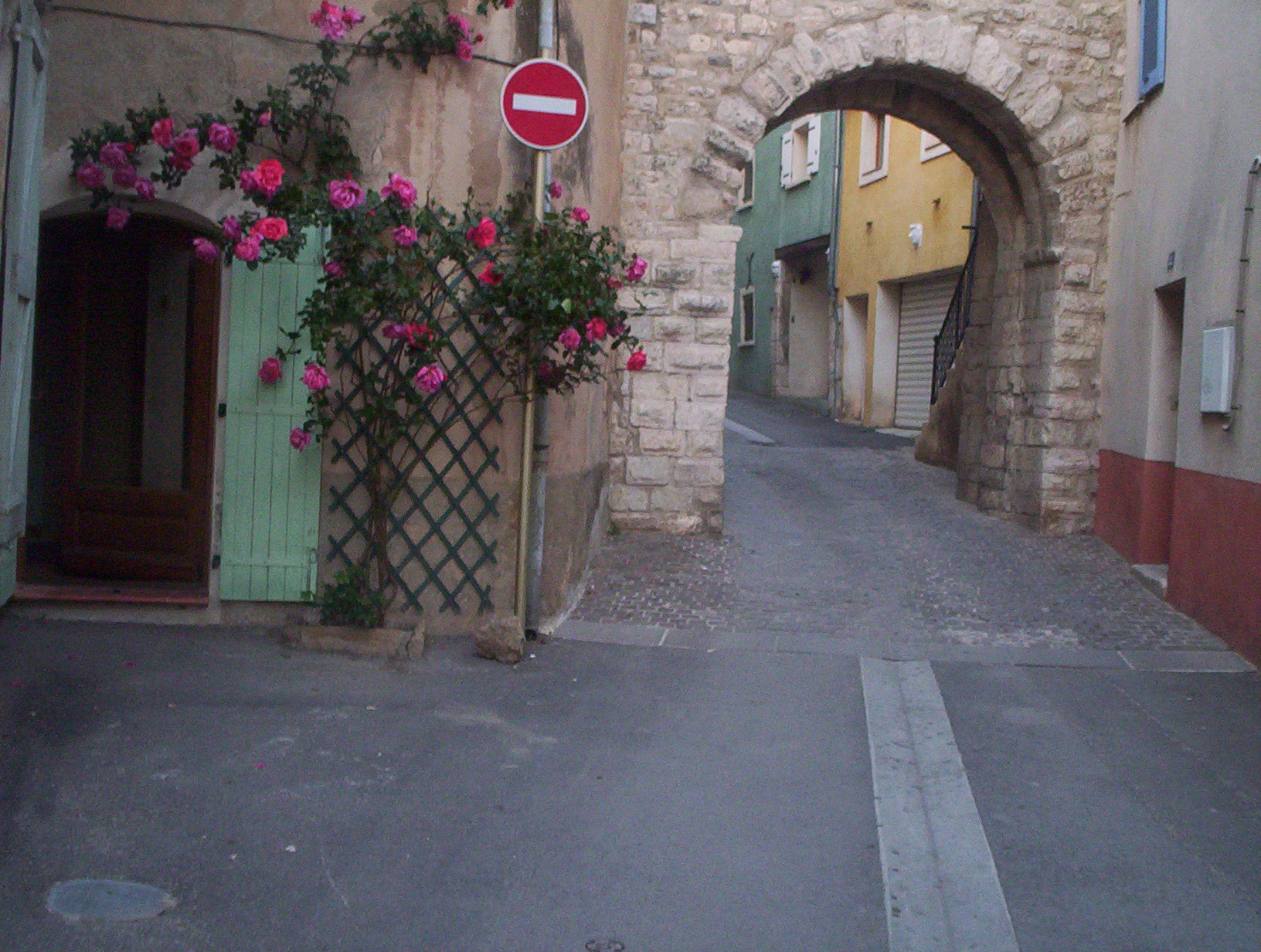
Porta di Saint Jean vista dall'esterno della cinta delle mura
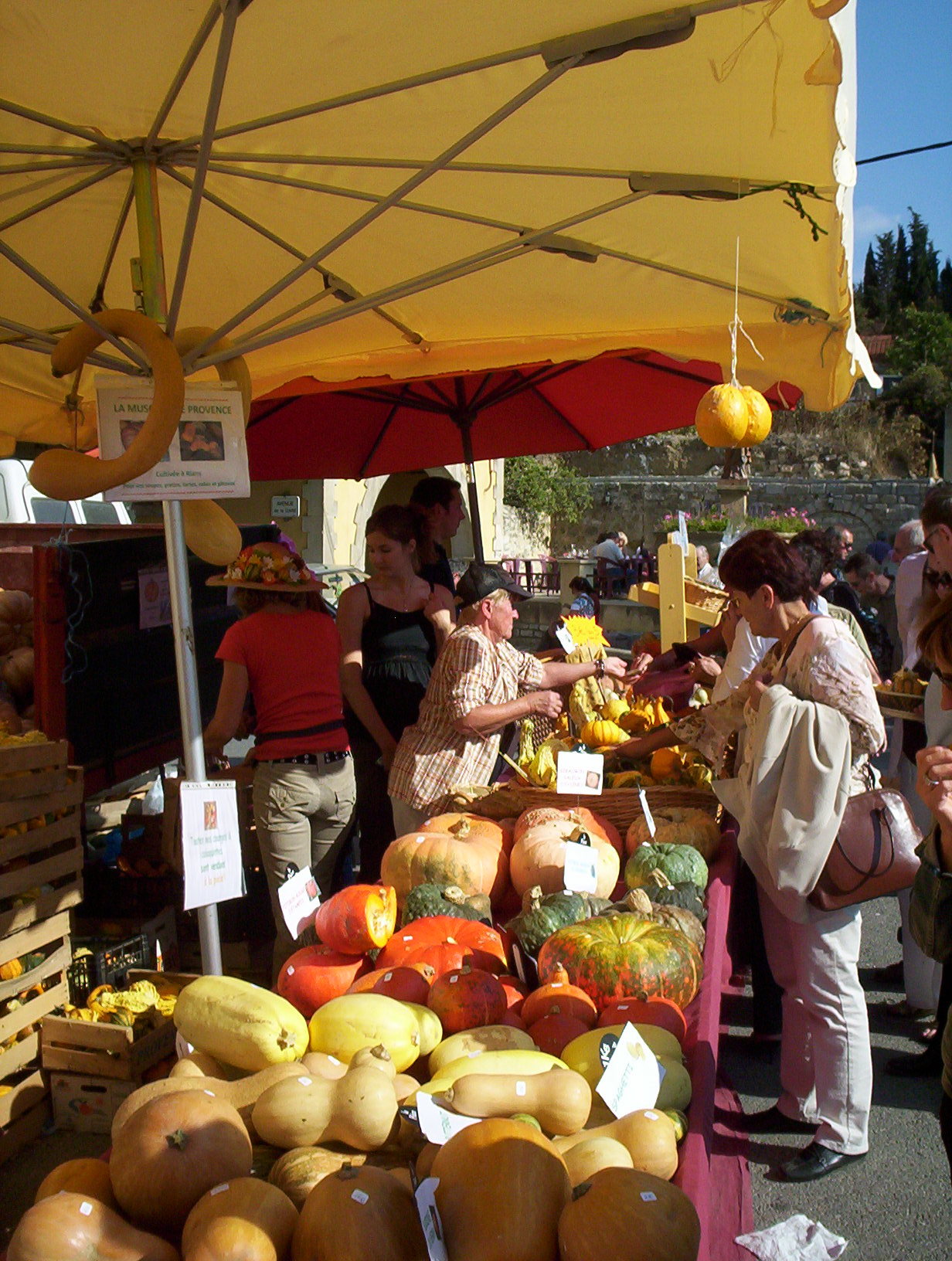
Fête de la curge, bancarella
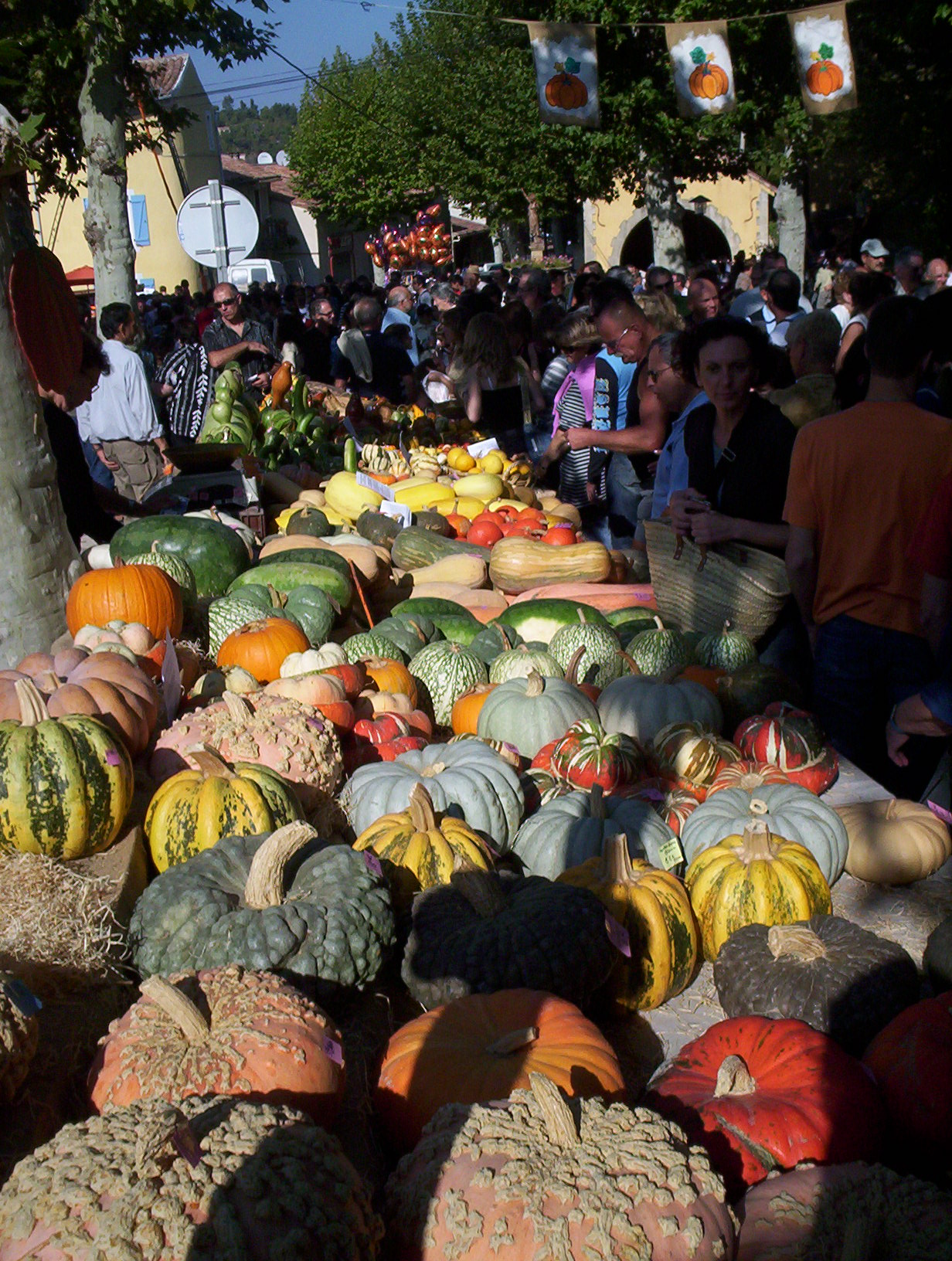
Fête de la curge, splendente policromia di varie specie di zucca
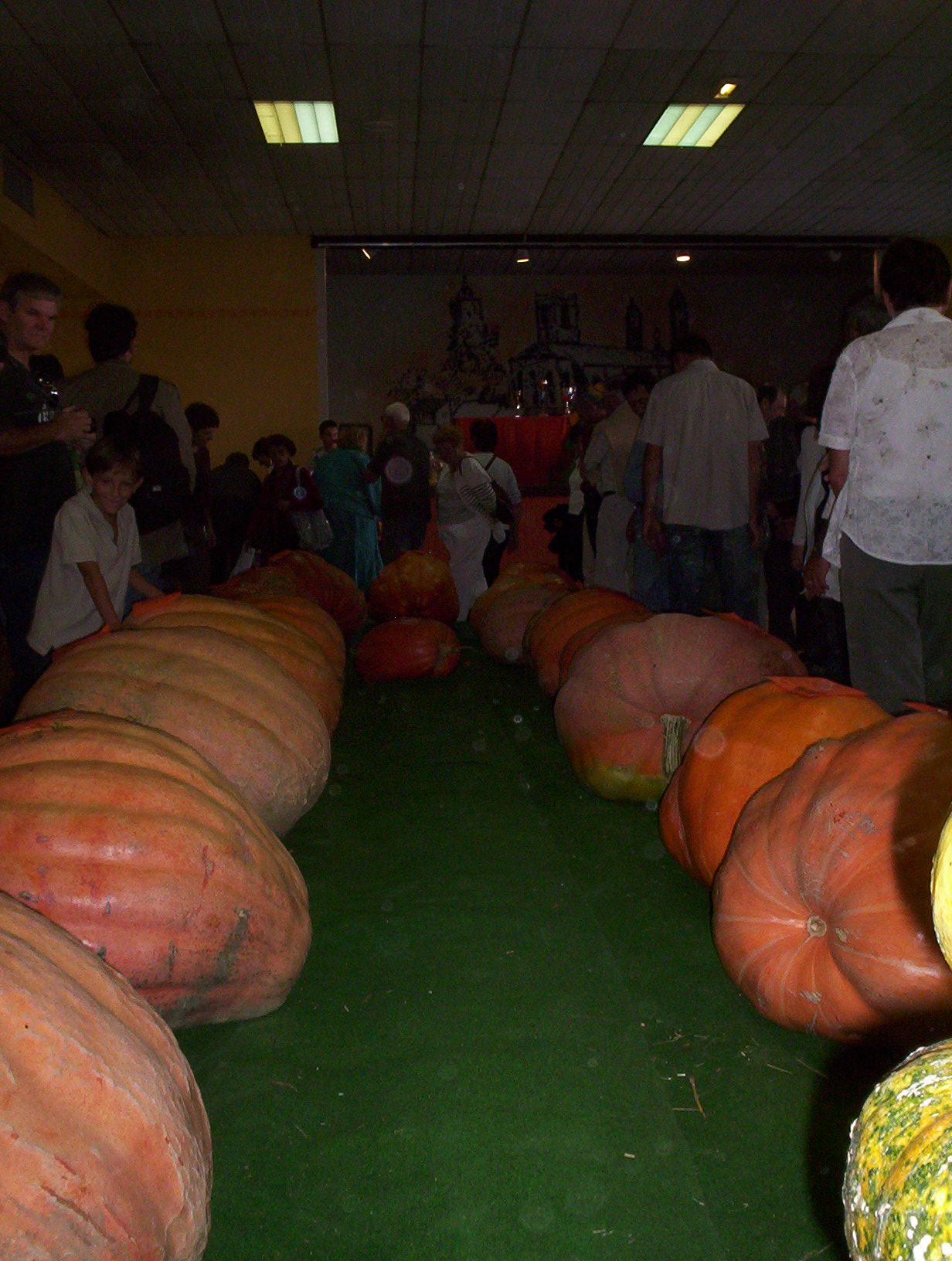
Fête de la curge, concorso delle zucche
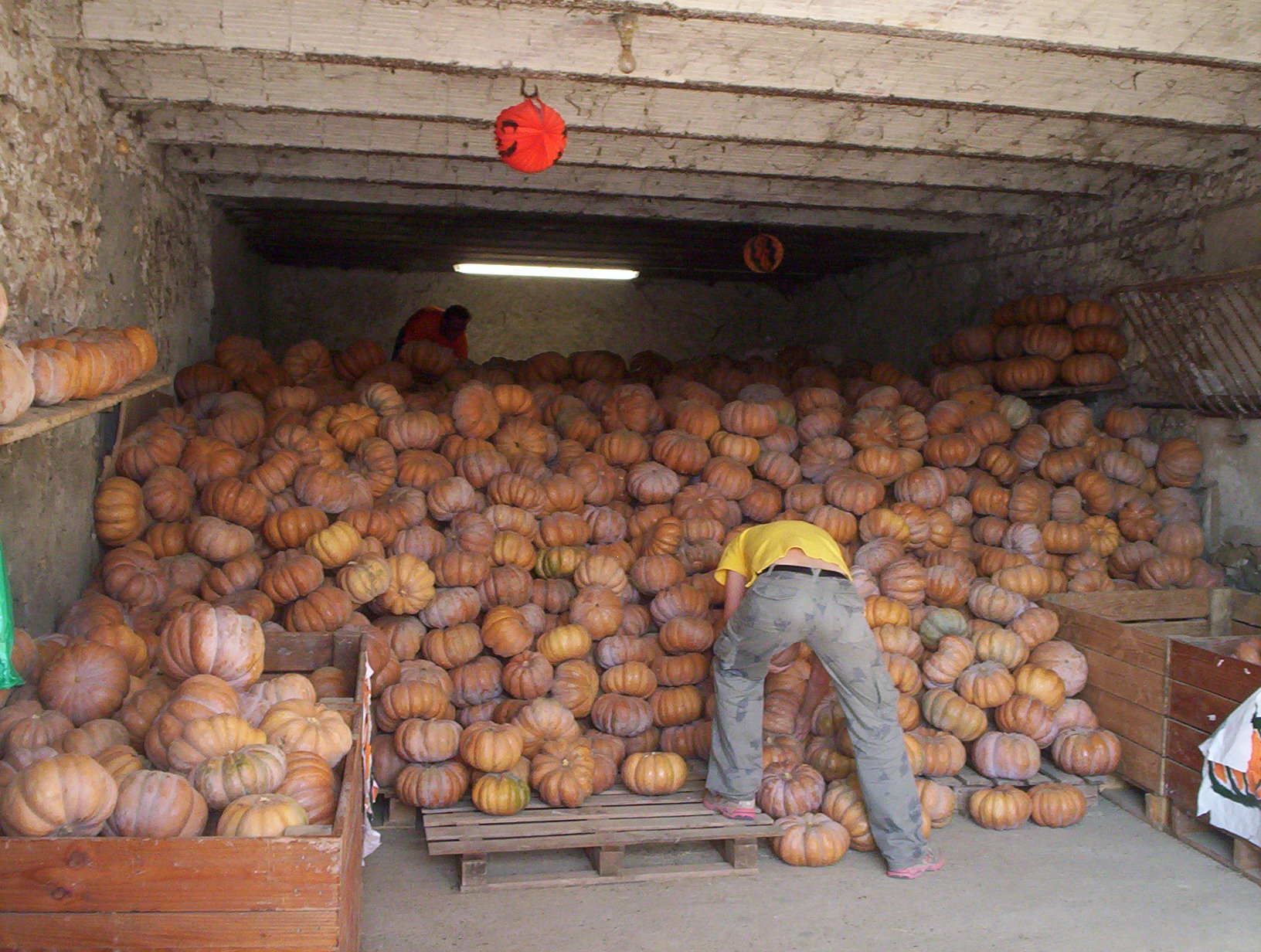
Fête de la curge, garage di contadini
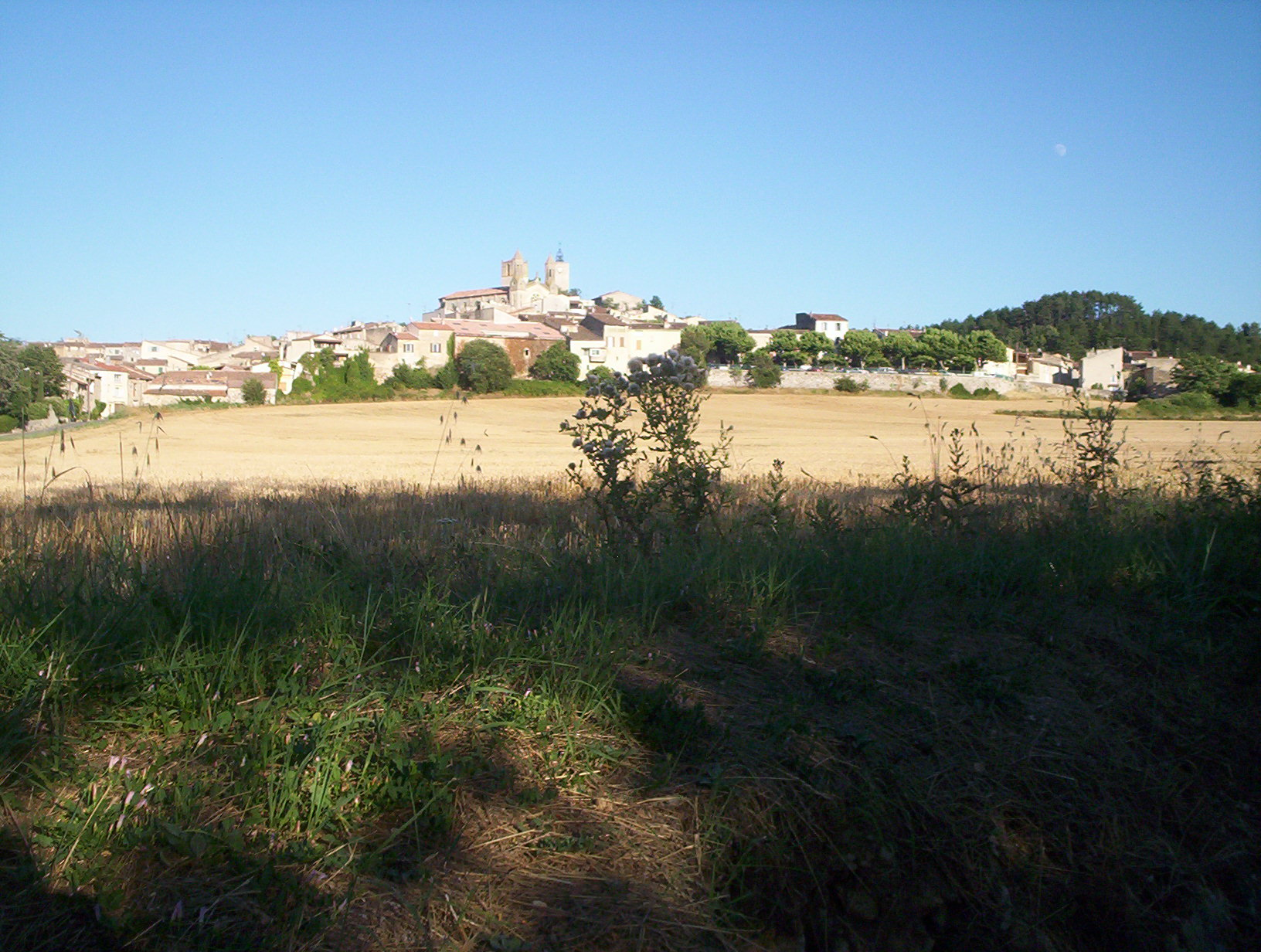
Panorama del paesino di Rians
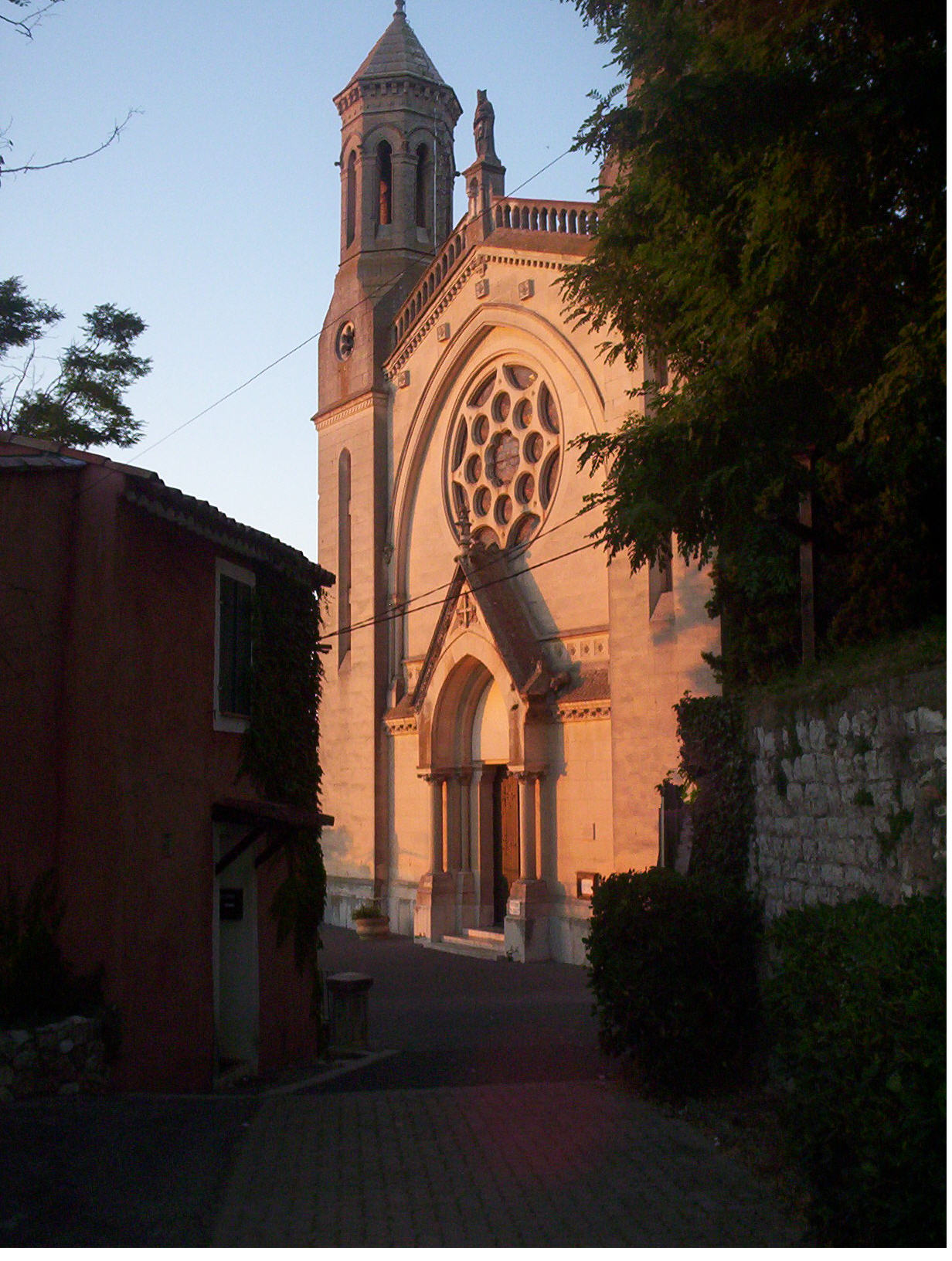
Chiesa sulla sommità del paese